# Єспер Братт
Єспер Братт (швед. Jesper Bratt; нар. 30 липня 1998, Стокгольм) — шведський хокеїст, крайній нападник клубу НХЛ «Нью-Джерсі Девілс». Гравець збірної команди Швеції.

## Ігрова кар'єра
Хокейну кар'єру розпочав на батьківщині 2014 року виступами за команду АІК.
2016 року був обраний на драфті НХЛ під 162-м загальним номером командою «Нью-Джерсі Девілс». 13 травня 2017 року Єспер підписав трирічний контракт початкового рівня з «дияволами».
7 жовтня 2017 року швед дебютував у складі «Девілс», відзначившись голом та результативною передачею в переможній грі 4–1 проти «Колорадо Аваланч». Братт завершив сезон з 13 голами та 22 передачами, набравши 35 очок у 74 зіграних іграх.
Перші два місяці сезону 2018–19 років швед пропустив через травму.
10 січня 2021 року «Нью-Джерсі Девілс» перепідписав з Єспером контракт на два роки. 19 березня 2023 року Братт оформив перший хет-трик у НХЛ у переможній грі 5–2 над «Тампа-Бей Лайтнінг».
15 червня 2023 року «дияволи» підписали з гравцем новий восьмирічний контракт. У січні 2024 року Єспера було призначено на матч усіх зірок НХЛ 2024 року замість травмованого партнера по команді Джека Г'юза.

## На рівні збірних
Був гравцем юніорської збірної Швеції, у складі якої брав участь у 18 іграх.
Гравець національної збірної команди Швеції у складі якої виступав на чемпіонаті світу 2019 року.
У лютому 2025 року брав участь у турнірі чотирьох націй.

## Нагороди та досягнення
- Учасник матчу усіх зірок НХЛ — 2024.[8]

## Статистика

### Клубні виступи
| Сезон        | Клуб                | Ліга         | Регулярний сезон | Регулярний сезон | Регулярний сезон | Регулярний сезон | Регулярний сезон | Плей-оф | Плей-оф | Плей-оф | Плей-оф | Плей-оф |
| Сезон        | Клуб                | Ліга         | І                | Г                | П                | О                | ШХ               | І       | Г       | П       | О       | ШХ      |
| ------------ | ------------------- | ------------ | ---------------- | ---------------- | ---------------- | ---------------- | ---------------- | ------- | ------- | ------- | ------- | ------- |
| 2014–15      | АІК                 | Ю20          | 39               | 17               | 23               | 40               | 20               | 1       | 0       | 0       | 0       | 0       |
| 2014–15      | AIK                 | Аллсвенскан  | 1                | 0                | 0                | 0                | 0                | —       | —       | —       | —       | —       |
| 2015–16      | AIK                 | Ю20          | 2                | 1                | 1                | 2                | 2                | —       | —       | —       | —       | —       |
| 2015–16      | AIK                 | Аллсвенскан  | 48               | 8                | 9                | 17               | 6                | 10      | 0       | 0       | 0       | 4       |
| 2016–17      | AIK                 | Ю20          | 1                | 0                | 1                | 1                | 0                | 2       | 0       | 0       | 0       | 2       |
| 2016–17      | AIK                 | Аллсвенскан  | 46               | 6                | 16               | 22               | 6                | 8       | 1       | 1       | 2       | 0       |
| 2017–18      | «Нью-Джерсі Девілс» | НХЛ          | 74               | 13               | 22               | 35               | 18               | 1       | 0       | 0       | 0       | 0       |
| 2018–19      | «Нью-Джерсі Девілс» | НХЛ          | 51               | 8                | 25               | 33               | 6                | —       | —       | —       | —       | —       |
| 2019–20      | «Нью-Джерсі Девілс» | НХЛ          | 60               | 16               | 16               | 32               | 6                | —       | —       | —       | —       | —       |
| 2020–21      | «Нью-Джерсі Девілс» | НХЛ          | 46               | 7                | 23               | 30               | 8                | —       | —       | —       | —       | —       |
| 2021–22      | «Нью-Джерсі Девілс» | НХЛ          | 76               | 26               | 47               | 73               | 16               | —       | —       | —       | —       | —       |
| 2022–23      | «Нью-Джерсі Девілс» | НХЛ          | 82               | 32               | 41               | 73               | 6                | 12      | 1       | 5       | 6       | 4       |
| 2023–24      | «Нью-Джерсі Девілс» | НХЛ          | 82               | 27               | 56               | 83               | 12               | —       | —       | —       | —       | —       |
| Усього в НХЛ | Усього в НХЛ        | Усього в НХЛ | 471              | 129              | 230              | 359              | 72               | 13      | 1       | 5       | 6       | 4       |

### Збірна
| Рік                | Команда            | Турнір             | Місце              |    | І | Г | П  | О | ШХ |
| ------------------ | ------------------ | ------------------ | ------------------ | -- | - | - | -- | - | -- |
| 2014               | Швеція             | U17                | 3                  | 6  | 1 | 3 | 4  | 2 |    |
| 2015               | Швеція             | МІГ18              | 2                  | 5  | 3 | 2 | 5  | 0 |    |
| 2016               | Швеція             | ЮЧС18              | 2                  | 7  | 2 | 2 | 4  | 2 |    |
| 2019               | Швеція             | ЧС                 | 5-е                | 6  | 0 | 2 | 2  | 0 |    |
| Юніорська збірна   | Юніорська збірна   | Юніорська збірна   | Юніорська збірна   | 18 | 6 | 7 | 13 | 4 |    |
| Національна збірна | Національна збірна | Національна збірна | Національна збірна | 6  | 0 | 2 | 2  | 0 |    |